# Zima
Pour les articles homonymes, voir Zima (homonymie).
Zima (en russe : Зима) est une ville de l'oblast d'Irkoutsk, en Russie, le centre administratif du raïon Ziminski. Sa population s'élevait à 30 377 habitants 2021.

## Géographie
Zima se trouve au sud de la Sibérie, à 230 km au nord-ouest d'Irkoutsk. Elle est arrosée par la rivière Oka. 
Zima possède une gare sur le Transsibérien à 4 934 km de Moscou et à 3 354 km de Vladivostok.

## Histoire
Le village de Staraïa Zima (russe : Старая Зима) fut établi à l'emplacement actuel de la ville en 1743. Le chemin de fer Transsibérien atteignit la localité en 1898 où la gare de Zima fut alors construite. Zima a le statut de ville depuis 1922.

## Population
Recensements ou estimations de la population
| 1959*  | 1970*  | 1979*  | 1989*  | 2002*  |
| ------ | ------ | ------ | ------ | ------ |
| 38 549 | 41 567 | 48 097 | 41 814 | 34 899 |

| 2010*  | 2012   | 2013   | 2014   | 2015   |
| ------ | ------ | ------ | ------ | ------ |
| 32 508 | 32 279 | 31 936 | 31 523 | 31 440 |

| 2016   | 2017   | 2018   | 2019   | 2020   |
| ------ | ------ | ------ | ------ | ------ |
| 31 283 | 31 229 | 30 988 | 30 818 | 30 515 |

| 2021   | - | - | - | - |
| ------ | - | - | - | - |
| 30 377 | - | - | - | - |

## Personnalités
- Ievgueni Ievtouchenko (1933–2017), poète russe.
- Alexander Zaïd (1886–1938), héros du mouvement ouvrier et national des Juifs en Palestine.